# Ukrajinka (obwód żytomierski)
Nediłyszcze (ukr. Неділище, do 1960 Pyniazewyczi, ukr. Пинязевичі) – wieś na Ukrainie, w obwodzie żytomierskim, w rejonie korosteński, w hromadzie Malin. W 2001 liczyła 931 mieszkańców, spośród których 905 wskazało jako ojczysty język ukraiński, 22 rosyjski, 1 mołdawski, a 3 białoruski.
Znajduje tu się stacja kolejowa Penizewyczi, położona na linii Kijów – Korosteń – Kowel.